# 福溪 (溫哥華)

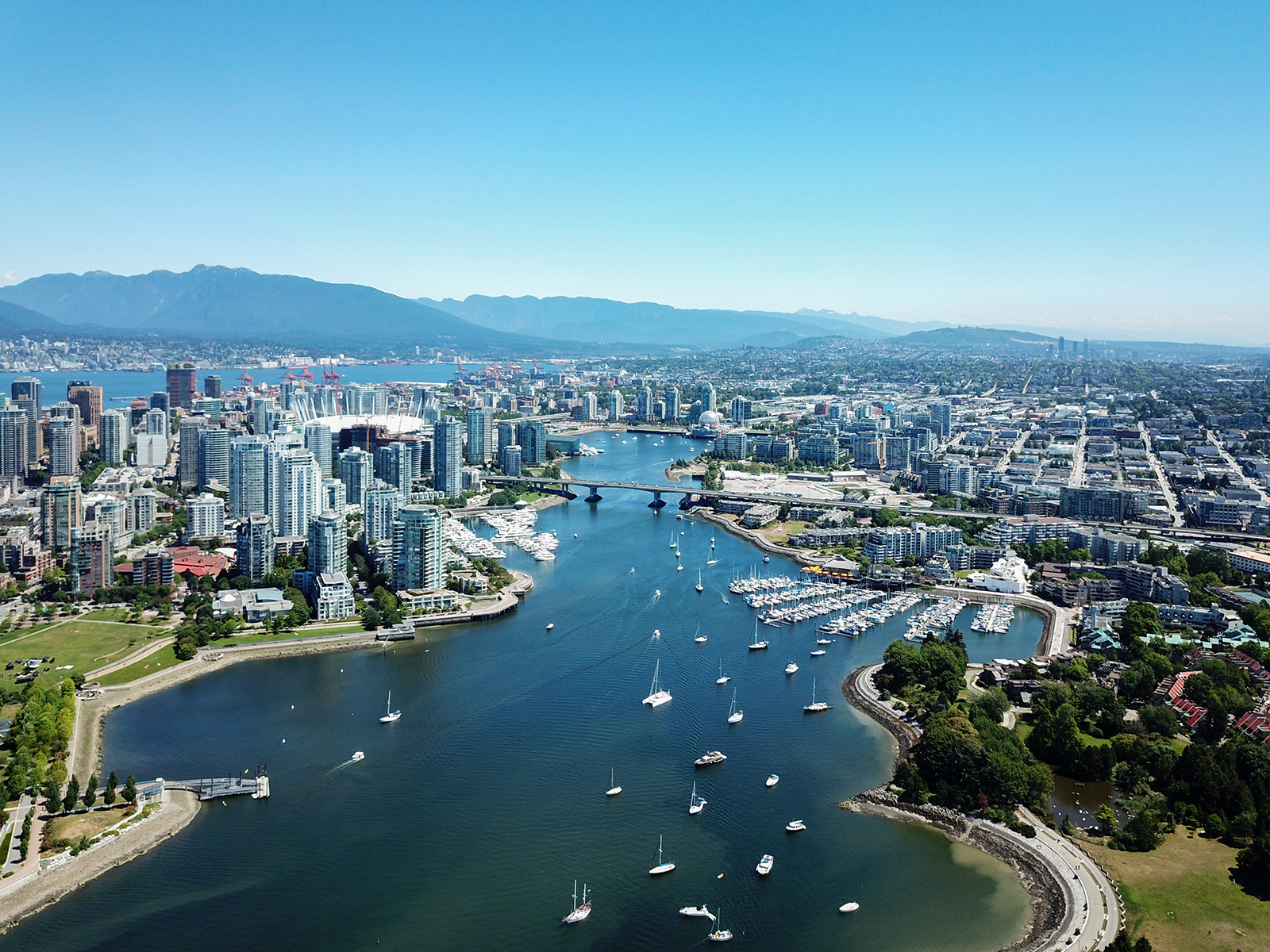
2018年溫哥華福溪

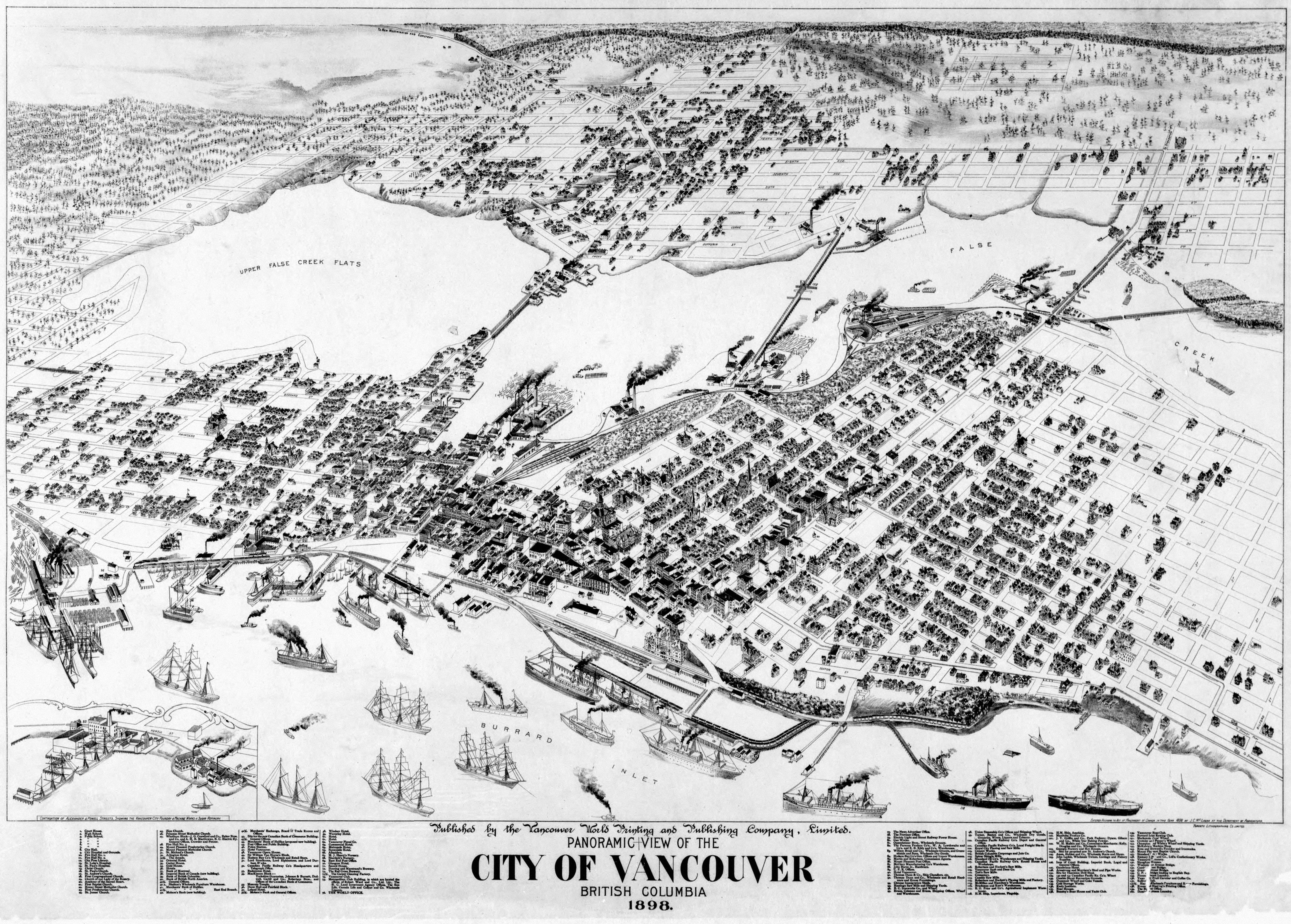
1898年溫哥華鳥瞰圖，左上角「Upper False Creek Flats」一帶為填海前福溪東端所在

福溪（英語：False Creek）是加拿大卑詩省溫哥華市内一個小内灣，分隔著市中心和溫市其它地區。福溪的東端是科學世界的所在，西端則注入英吉利灣。現時共有三條天橋橫跨福溪，由西至東分別為布勒橋、加蘭護街橋和甘比橋。

## 歷史
福溪一帶原為沼澤低地，潮漲時更差不多於現卡路街處與布勒內灣相連。歐洲人抵達溫哥華前，於此帶聚居的原住民正是沿這條路徑於兩個海灣之間穿梭。
由英國皇家海軍船長喬治·理察斯所率領的船隻於1859年駛至此處。他本以為可從此内灣駛往布勒内灣，但因船隻無法通行而將此内灣命名為，意为“错误的溪流”。
福溪的東端原本位於現克拉克大道（Clark Drive）所在，但一戰期間進行的填海工程完成後，福溪便縮短至現時的長度。填海得來的土地用作大北方鐵路和加拿大北太平洋鐵路的車廠和總站位置：前者的總站於1965年拆卸，而後者的總站（即現太平洋中央車站）則屹立至今。
二戰期間福溪沿岸的工業活動甚為興旺，但戰後多家工廠相繼搬離該區，令福溪一帶逐漸衰落。福溪的水質亦因長年受污水和工業廢料所污染而變得惡劣，市内也出現乾脆填掉整個福溪的呼聲，但顧問報告中提及的5000萬元造價卻令市政府望而卻步。
1970年代卻為福溪沿岸帶來轉機：固蘭湖島率先從荒廢工業用地轉型為多功能社區，而多種不同類型的房屋亦相繼於福溪南岸落成，為不同收入人士提供住屋。隨後於1986年舉行的世界博覽會中大部份場館設於福溪沿岸，而為配合世博會而進行的相關工程更令該區脫胎換骨。世博會過後，香港地產富商李嘉誠連同李兆基、鄭裕彤等人組成協平世博集團（Concord Pacific），並以三億二千萬加元投得福溪北岸世博舊址的地皮，發展成高密度住宅區，為溫哥華市中心帶來五萬名新居民。
福溪沿岸一帶現時聚集了溫哥華的主要體育設施，包括溫哥華加人冰球隊的主場羅渣士體育館，以及卑詩雄獅加式足球隊的主場卑詩體育館。2010年冬季奧運會的選手村坐落於福溪東南處的地皮，而奧運過後該一帶將發展成新住宅區，預料可容納10000至12000名居民。此外，溫哥華的國際龍舟競渡亦於每年6月假福溪舉行。

## 外部連結
- BCGNIS Geographical Name Details: False Creek[永久] 卑詩地理名稱資訊系統 福溪欄目
- 福溪潮汐漲退資料

49°16′10″N 123°07′26″W / 49.2694°N 123.1238°W